# Polymus nigricornis
Polymus nigricornis is een keversoort uit de familie zwamkevers (Endomychidae). De wetenschappelijke naam van de soort werd in 1846 gepubliceerd door Étienne Mulsant.